# Pteragogus turdus
Pteragogus turdus — вид морських риб родини губаневих (Labridae). Описаний у 2022 році.

## Назва
Видова назва turdus походить з латинського слова, що означає «молочник», і вказує на білу смугу, що тягнеться від кінчика морди, і нечіткий сітчастий малюнок на тілі, який нагадують забарвлення дрозда Turdus eunomus.

## Поширення
Вид поширений у східній частині Індійського океану (Західна Австралія) та західній частині Тихого океану (Японія, Тайвань, Таїланд, В'єтнам, Філіппіни, Палау, Мікронезія, Індонезія, Папуа Нова Гвінея, Соломонові Острови, східна Австралія, Нова Каледонія, Фіджі, Тонга та Самоа).